# Беляева, Лилия Ивановна
Лилия Ивановна Беляева (урождённая Принцева; 29 октября 1934, Дорогобуж — 7 ноября 2018, Москва) — советская и российская писательница. Член Союза писателей России.

## Биография
Лилия Принцева родилась 29 октября 1934 года в городе Дорогобуж Смоленской области в семье школьных учителей. Во время Великой Отечественной войны вместе с семьёй переехала в Тамбов. В этом городе она окончила школу, а в 1957 году — филологический факультет Тамбовского педагогического института. В 1961 году вступила в КПСС.
Печаталась с 1957 года. Её первые рассказы публиковались в многотиражной газете Тамбовского пединститута «Народный учитель». Затем публиковалась в тамбовской областной газете «Комсомольское знамя». После окончания института Лилия Ивановна переехала в Вологду, работала в газете «Вологодский комсомолец». В 1958 году по комсомольской путёвке уехала на Сахалин. Работала в Южно-Сахалинске в газете «Молодая гвардия» и в местном издательстве. В 1963 году в Южно-Сахалинске была издана её первая книга — сборник очерков «Твой след на земле». В 1967 году переехала в Москву. Публиковалась в «Литературной газете», «Советской культуре», «Правде». Сотрудничала с журналом «Наш современник». В повестях 1960—1970-х годов затрагивала морально-этические проблемы. Произведения Лилии Беляевой переведены на польский, немецкий, чешский, венгерский, словацкий и болгарский языки.
Умерла в Москве 7 ноября 2018 года.